# 御歌所
御歌所（おうたどころ）は、日本国憲法施行以前に存在した宮内省の部局。1888年設置、1946年廃止。
御製・御歌の添削や歌集編纂、新年歌御会始の選、月次歌御会の執行など、宮中の和歌に関する事務を所掌した。御製とは天皇の歌をいい、御歌とは皇后その他の皇族の歌をいう。

## 沿革
1869年（明治2年）三条西季知に歌道御用で時々参朝すべきことを命ず。1871年（明治4年）宮内省に歌道御用掛を置き、1876年（明治9年）歌道御用掛と皇学御用掛を合わせ文学御用掛と称し、1886年（明治19年）文学御用掛を廃し侍従職に御歌掛を置き、高崎正風に御歌掛長を仰せ付け、寄人・参候の職を置く。
1888年（明治21年）6月、侍従職御歌掛を廃し、宮内省に御歌所を置き、高崎正風に御歌所長を仰せ付ける。御歌所が置かれたのは歌道を奨励する明治天皇の思し召しによるものだという。
1897年（明治30年）10月、奉勅の宮内省達により御歌所官制を定める。御歌所に次の職員を置く。
- 御歌所長（勅任1人）は天皇と皇后の御製に関することを掌り、臣民の詠進を管理し所務を総理し職員を監督する。
- 御歌所主事（奏任1人）は所務を掌理する。
- 御歌所寄人は短歌・長歌・唱歌等に関する編纂撰述を分掌する。勅任または奏任の待遇の名誉職で7人。
- 御歌所参候は御歌会の儀式典例を掌理する。奏任待遇の名誉職で15人。
- 御歌所録事（判任）は庶務に従事する。以上[9]。

1907年（明治40年）11月、宮内省達による御歌所官制を廃し、新たに皇室令により御歌所官制を定める。御歌所は宮内大臣の管理に属し（宮内省外局ということ）、御製御歌および歌御会に関する事務を掌る。御歌所に以下の職員を置く（官制上は寄人や参候の規定がなくなる）。
- 所長（勅任）は御製御歌の事を祗承し、所務を掌理し所部職員を監督する。
- 主事（奏任1人）は庶務を掌る。
- 録事（判任6人）は庶務に従事する。以上[3]。

1910年（明治37年）12月、御歌所官制を一部改正し、録事を6人とする規定を削る。
1912年（明治45年）2月、御歌所長の高崎正風が薨去する。同年7月、明治天皇が崩御する。1914年（大正3年）4月、昭憲皇太后が崩御する。同年7月、御歌所官制を一部改正し、御歌所長の職務から御製御歌の祗承を削る。御歌所長は他の宮内勅任官が兼務することになり、その職務は所務の掌理と所部職員の監督に限られる。翌年、入江為守を御歌所長に任ず。
1916年（大正5年）10月、明治天皇の御製を編纂するため御歌所に臨時編纂部を置く。御歌所職員が臨時編纂部職員を兼ねる。
1921年（大正10年）10月、御歌所官制を全面改正する。御歌所がこれまで宮内大臣の管理に属する外局であったのを改め、これを宮内省に置かれる内局とする。御歌所に以下の職員を置く。
- 所長（勅任）は、他の宮内勅任官より兼任する。所務を掌理し所部職員を監督する。すべて従前どおり。
- 主事（奏任1人）は、あらたに他の宮内奏任官より兼任することになる。従前どおり庶務を掌る。
- 録事（判任）は、従前どおり庶務に従事する。以上[4]。

同年12月、御歌所に置かれた臨時編纂部を廃止する。
1946年（昭和21年）4月、御歌所を廃止する。その所掌事務を図書寮に移管する。

## 御歌所の職務
1927年（昭和2年）2月、元寄人の井上通泰が明治天皇御集編纂について講演し、その冒頭で御歌所の職務について次のように語った。
- 御歌所の職掌は技術・典礼・事務の3方面に分かれる[8]。
- 今（1927年）の長の職務は以前と違っているが、明治期の高坂正風所長は同時に技師長であり御製御歌を拝見していた[5]。
- 寄人は歌の技師である[8]。その職務は主として歌御会始の御用である。人数は6～7人である[5]。本来は非常勤であるが、主事や録事を兼ねる者はその資格で常勤する[18]。これを内部で常勤寄人と名づけていた。常勤寄人は突然に歌道の御用があるとき便宜上それを勤めるので自然と寄人の中核になり、省内・局内の事情に最も通じていた[5]。寄人は勅任または奏任である[8]。勅任寄人は3人いたこともあるし1人もいなかったこともある。勅任寄人は普段は出勤しない[5]。（井上は寄人を勅任または奏任というが実際には勅任待遇または奏任待遇である[19]）。
- 参候は奏任であり、歌御会始の儀式に交替で奉仕する[8]。参候には華族のほか、少数の宮内官兼務者と、大抵2人ぐらい歌人出身の録事兼務者が混じっている[20]。（井上は参候を奏任というが実際には奏任待遇である[19]）。
- 主事は奏任の書記官であり、寄人が兼務することがあり、他局の人が兼務することがある[20]。
- 録事は他省でいう属官であるが、その職務が歌に関するものなので歌人から採用してこれに充てる。その身分は属官に過ぎないが、立派に独立できる歌人であり、また顕官名士の師となることもあるので、名誉ある地位である[21]。録事は十数年勤めて参候を兼ね、後には寄人に進む。かつては録事のまま寄人を兼ねることがあった[20]。

## 歴代御歌所長
- 高崎正風 - 1888年（明治21年）被仰付[7]、1912年（明治45年）在職中逝去[11]。
- 入江為守 - 1915年（大正4年）任命[13] - 1936年（昭和11年）在職中逝去[22]。
- 三条公輝 - 1936年任命、1945年（昭和20年）在職中逝去。
- 賀陽宮恒憲王 - 1945年任命、1946年（昭和21年）御歌所廃止に付き免職

## 御歌所寄人
- 黒川真頼 - 東京帝国大学教授、明治19年（1886年）宮内省御歌掛寄人、明治21年（1888年）宮内省御歌所寄人を拝命[23]。
- 井上通泰[24] - 井上 (1927) の講演で御歌所の官制について語った。
- 阪正臣[24] - 書家としても一流であり明治天皇御集原本を筆写したという[25]。勅任寄人としては5人目であった[5]。
- 大口鯛二[24]
- 千葉胤明[24]
- 須川信行[24] - 明治天皇御集編纂の御用中に卒去したという[20]。
- 池辺義象[26] - 須川信行の死んだ後に偶然、寄人になったという[20]。
- 佐佐木信綱[26] - 佐佐木が寄人になるには次のようなのいざござがあったという。佐佐木は山県有朋の推薦により民間歌人の代表として明治天皇御集編纂の委員に加わることになった。この委員は職制上寄人でなければならないので佐佐木を寄人にしなくてはならない。佐佐木自身の希望としては、御集編纂の委員は喜んで勤めたいが、寄人になるのは自分の立場上困るということであった。御歌所内でも議論があったが、結局、佐佐木が委員を務める間に限り寄人を兼務するということで決着した。佐佐木は明治天皇御集と昭憲皇太后御集の編纂の御用を終えた後に寄人を辞めたが、これは予定の事であったという[27]。
- 鳥野幸次[19]
- 武島又次郎[19]
- 遠山英一[19]
- 金子元臣[19]
- 加藤義清[19]
- 外山且正[28]